# بازدهی کوانتومی

نموداری که تغییرات بازدهی کوانتومی را با طول موج یک تراشه CCD از دوربین میدان وسیع و سیاره‌ای ۲ نشان می‌دهد که قبلاً در تلسکوپ فضایی هابل نصب شده بود.

اصطلاح بازدهی کوانتومی (QE) ممکن است در مورد نسبت فوتون فرودی به الکترون تبدیل شده (IPCE) یک افزارهٔ نورحساس بکار رود، یا ممکن است به اثر TMR یک پیوند تونلی مغناطیسی اشاره داشته باشد.
این مقاله به این اصطلاح به عنوان اندازه‌گیری حساسیت الکتریکی افزاره به نور می‌پردازد. در یک افزاره بارجفت‌شده (CCD) یا دیگر آشکارسازهای نوری، این نسبت بین تعداد حامل‌های بار جمع‌آوری‌شده در هردو پایانه و تعداد فوتون‌هایی است که به سطح واکنش‌گر نوری افزاره برخورد می‌کنند. به عنوان یک نسبت، QE بدون بُعد است، اما ارتباط نزدیکی با پاسخ‌دهی دارد، که در آمپر بر وات بیان می‌شود. از آنجایی که انرژی فوتون با طول‌موج آن نسبت وارون دارد، QE اغلب در طیفی از طول‌موج‌های مختلف اندازه‌گیری می‌شود تا بازدهی یک افزاره را در هر سطح انرژی فوتون مشخص کند. برای آشکارسازهای نوری نیم‌رسانا معمولی، QE برای فوتون‌هایی که انرژی آنها زیر شکاف باند است به صفر می‌رسد. یک فیلم عکاسی معمولاً دارای QE بسیار کمتر از ۱۰٪ است درحالی‌که CCDها می‌توانند QE بیش از ۹۰٪ در برخی از طول‌موج‌ها داشته باشند.

نموداری که تغییرات بازدهی کوانتومی داخلی، بازدهی کوانتومی خارجی و بازتاب را با طول‌موج یک سلول خورشیدی سیلیکونی کریستالی نشان می‌دهد.

### انواع
دو نوع بازدهی کوانتومی یک سلول خورشیدی اغلب درنظرگرفته‌می‌شود:
- بازده کوانتومی خارجی (EQE) نسبت تعداد حامل‌های بار جمع‌آوری‌شده توسط سلول خورشیدی به تعداد فوتون‌های انرژی معینی که از بیرون به سلول خورشیدی می‌تابند است (فوتون‌های تصادفی).
- بازده کوانتومی داخلی (IQE) نسبت تعداد حامل‌های بار جمع‌آوری‌شده توسط سلول خورشیدی به تعداد فوتون‌های یک انرژی معین که از بیرون به سلول خورشیدی می‌تابد و توسط سلول جذب می‌شود، است.

{\displaystyle {\text{EQE}}={\frac {\text{electrons/sec}}{\text{photons/sec}}}={\frac {{\text{(current)}}/{\text{(charge of one electron)}}}{({\text{total power of photons}})/({\text{energy of one photon}})}}}
{\displaystyle {\text{IQE}}={\frac {\text{electrons/sec}}{\text{absorbed photons/sec}}}={\frac {\text{EQE}}{\text{1-Reflection-Transmission}}}}

## پاسخ‌دهی طیفی
پاسخ‌دهی طیفی اندازه‌گیری مشابهی است، اما واحدهای مختلفی دارد: آمپر بر وات (A/W). (یعنی به ازای هر واحد توان نور فرودی چقدر جریان از افزاره خارج می‌شود). پاسخ‌دهی معمولاً برای نور تک‌فام (یعنی نور با یک طول‌موج) مشخص می‌شود. هم بازدهی کوانتومی و هم پاسخ‌دهی تابعی از طول‌موج فوتون‌ها هستند (که با زیرنویس λ نشان داده می‌شوند).
برای تبدیل از پاسخ‌دهی (Rλ، در A/W) به QEλ (در مقیاس ۰ تا ۱):
{\displaystyle QE_{\lambda }={\frac {R_{\lambda }}{\lambda }}\times {\frac {hc}{e}}\approx {\frac {R_{\lambda }}{\lambda }}{\times }(1240\;{\rm {W}}\cdot {\rm {nm/A}})}
که در آن λ طول‌موج برحسب نانومتر، h ثابت پلانک، c سرعت نور در خلاء، و e بار بنیادی است.